# Cikutoxin
Cikutoxin (anglicky cicutoxin) je organická sloučenina vyskytující se v několika rostlinách z čeledi miříkovitých, jako jsou zástupci rodu rozpuk (Cicuta) a haluchy (Oenanthe), například Oenanthe crocata. Sloučenina patří mezi polyeny, polyyny i alkoholy a je strukturním izomerem enanthotoxinu.
Smrt při otravě cicutocinem nastává v důsledku respiračního selhání způsobeného poškozením centrální nervové soustavy. Jedná se o nekompetitivního antagonistu receptoru kyseliny gama-aminomáselné. U lidí vyvolává nevolnost, zvracení a bolest břicha (příznaky zpravidla nastupují do hodiny od pozření), třes a záchvaty. LD50 u myší (při nitrožilním podání) je kolem 9 mg/kg.

## Historie
V roce 1679 vydal Johann Jakob Wepfer knihu Cicutae Aquaticae Historia Et Noxae Commentario Illustrata, která mimo jiné obsahuje nejstarší známý popis toxicity rozpuků.
Název cikutoxin zavedl R. Boehm v roce 1876 pro látku získanou z rozpuku jízlivého (Cicuta virosa), který také z Oenanthe crocata získal izomerní toxin nazvaný enanthotoxin. V roce 1911 byl vydán článek popisující 27 případů otravy cikutoxinem, z nichž bylo 21 smrtelných, V jednom z případů členové pětičlenné rodiny používali výtažky z rozpuků k povrchové léčbě svědění, přičemž došlo k úmrtí dvou dětí, a zjistilo se tak, že cikutoxin může být absorbován přes kůži. Článek z roku 1962 popisoval 78 případů (z nich bylo smrtelných 33):
- Dítě používalo kořen rostliny jako hračku a zemřelo na otravu cikutoxinem.[10][11]

- V roce 2001 zemřel 14letý chlapec 20 hodin po konzumaci 'divoké mrkve'.[12]

- V roce 1992 hledali dva bratři ženšen a našli rozpuk. Jeden z nich pozřel tři kousky rostliny a druhý jeden kousek. První z nich zemřel po třech hodinách, zatímco druhý se, po záchvatech a deliriu, plně zotavil.[10]

Cikutoxin obsahují všechny druhy rozpuků, rostlin vyskytujících se v bažinatých a vlhkých Severní Ameriky a Evropy. Mohou být zaměněny za jedlé rostliny, jako je pastinák. Cikutoxin se nachází ve všech částech rostlin, přičemž největší koncentrace bývají v kořenech a v rámci roku jsou rostliny nejnebezpečnější na jaře; – pro dospělého člověka mohou být smrtelné i 2–3 cm kořenů.
Toxicita rostlin závisí na řadě vlivů, jako jsou roční období, teplota, místo růstu a vlastnosti půdy. Kořeny zůstávají toxickými i po usušení.

## Rostliny obsahující cikutoxin

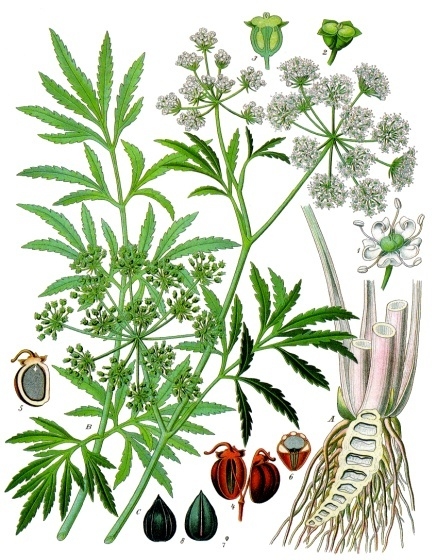
Rozpuk jízlivý (Cicuta virosa)

Cikutoxin je obsažen v pěti druzích rostlin z čeledi miříkovitých, z nichž čtyři patří do rodu rozpuk (Cicuta) a jeden do rodu halucha (Oenanthe): C. bulbifera, C. douglasii, C. maculata, rozpuk jízlivý (C. virosa) a Oenanthe crocata.
Cikutoxin se, společně s dalšími 17uhlíkatými polyyny, jako jsou isocikutoxin (strukturní izomer cikutoxinu) a enanthotoxin (geometrický izomer cikutoxinu). V rozpucích se vytváří také řada kongenerů cikutoxinu, například virol A a virol C.

## Chemické vlastnosti
První izolace čistého cikutoxinu, v podobě žluté olejovité kapaliny, byla provedena v roce 1915. Teprve v roce 1953 se ale podařilo najít jeho plnou strukturu, souhrnný vzorec C17H22O2 a to, že jde o alifatický nenasycený alkohol obsahující konjugovaný systém dvou trojných a tří dvojných vazeb a dvě hydroxylové skupiny. První umělá syntéza byla provedena v roce 1955.; přestože celková výtěžnost činila jen 4 % a produkt vznikal jako racemická směs, tak byla syntéza popisována jako „významný úspěch“. Konfigurace přírodního cikutoxinu byla určena v roce 1999, kdy se zjistilo, že jde o (R)-(−)-cikutoxin, systematicky pojmenovatelný (8E,10E,12E,14R)-heptadeka-8,10,12-trien-4,6-diyn-1,14-diol.
Cikutoxin se rozkládá při vystavení vzduchu, světlu, nebo vyšším teplotám, takže se s ním obtížně pracuje.
Cikutoxin má dlouhý uhlíkový řetězec a malý počet hydrofilních substituentů, v důsledku čehož je celá molekula hydrofobní; hydrofobní molekuly mohou pronikat skrz kůži. Bylo prokázáno pronikání cikutoxinu přes kůži žab a na základě zkušeností rodiny, která používala rozpuk na léčbu svědění je známo, že prochází i lidskou kůží.

### Příprava
První totální syntéza racemického cikutoxinu byla popsána v roce 1955, přičemž se zjistilo, že je tato směs asi dvakrát aktivnější než přírodní enantiomer. Syntézu přírodního enantiomeru , (R)-(–)-cikutoxinu, se podařilo provést v roce 1999, přičemž byly jako výchozí látky použity: (R)-(–)-1-hexyn-3-ol (8), 1,4-dijodbuta-1,3-dien (9) a hepta-4,6-diyn-1-ol chráněný tetrahydropyranovou skupinou (6). (R)-(–)-1-hexyn-3-ol (8) byl již znám; získat jej lze Coreyovou-Itsunovou redukcí hex-1-yn-3-onu. 1,4-dijodbuta-1,3-dien (9) se dá vytvořit dimerizací acetylenu a přidáním jodu za přítomnosti platičitého katalyzátoru a jodidu sodného. Dobře známou látkou je také poslední složka, hepta-4,6-diyn-1-ol chráněný tetrahydropyranem.
Prvním krokem je Sonogaširova reakce sloučenin 8 a 9, kterou vzniká dienynol (10) s výtěžností 63 %. Druhý krok spočívá v párovací reakci katalyzované palladiem, kdy se spojením sloučenin 6 a 10 vytváří 17uhlíkový řetězec (11), s výtěžností 74 %. Molekula 11 má již stereocentrum ve správné poloze a zbývá jen několik úprav struktury. Ve třetím kroku se redukuje trojná vazba u C5 sloučeniny 11 pomocí bis(2-methoxyethoxy)hydridohlinitanu sodného. Posledním krokem je odstranění tetrahydropyranové chránicí skupiny, po němž se na kyslík naváže atom vodíku a vznikne (R)-(–)-cikutoxin. Celková výtěžnost činí 18 %.

## Biochemie
Cikutoxin interaguje s GABAA receptory a blokuje draslíkové kanály v T lymfocytech. K podobnému jevu dochází v neuronech, což vyvolává neurotoxicitu.

### Mechanismus účinku
Přesný mechanismus účinku cikutoxinu není kvůli jeho nestabilitě znám, ale existují studie, ze kterých vyplývají některé jeho parametry.
Cikutoxin je nekompetitivním antagonistou receptoru kyseliny gamaaminomáselné. Kyselina máselná se obvykle váže na beta domény GABAA receptorů a aktivuje je, čímž vytváří tok chloridových iontů přes membránu. Cikutoxin se váže na stejné místo, čímž zabraňuje aktivaci receptoru. Pór receptoru se tak neotevírá a chloridové ionty nemohou procházet přes membránu. Nemožnost toků chloridů přes membránu způsobuje trvalou depolarizaci a nadměrnou aktivitu v buňkách, která vyvolává záchvaty.
Existují i studie naznačující, že cikutoxin prodlužuje dobu repolarizace neutronů, přičemž tento účinek je závislý na dávce. Při koncentraci 100 µmol l−1 může být prodloužení až šestinásobné. Prodloužené akční potenciály mohou způsobovat vyšší excitační aktivitu.
Cikutoxin také blokuje draslíkové kanály T-lymfocytů. Toxin inhibuje proliferaci lymfocytů, což má využití při výzkumu léčby leukémie.

### Metabolismus
Způsob, kterým se tělo zbavuje cikutoxinu není znám. Předpokládá se, že jeho biologický poločas je dlouhý, protože pacient, který se po otravě touto látkou dostal do nemocnice, vykazoval potíže i po dvou dnech od propuštění. Je popsán i případ, kdy se ovce otrávená cikutoxinem plně zotavila po sedmi dnech.

## Průběh otravy

### Příznaky
První příznaky otravy cikutoxinem se projevují 15–60 minut po požití zvracením, křečemi, rozšířenými zorničkami, sliněním a nadměrným pocením, přičemž může dojít ke kómatu. Dalšími zaznamenanými příznaky jsou cyanóza, amnézie, ztráta svalových reflexů, metabolická acidóza a poruchy oběhové a nervové soustavy, jež se projevují křečemi a nadměrnou nebo nedostatečnou činností srdce. Nadměrná aktivita nervové soustavy může způsobit respirační selhání, po němž často následuje dušení, které je nejčastější příčinou úmrtí; může se objevit i dehydratace v důsledku zvracení. Při neléčených otravách může být smrt způsobena i selháním ledvin.

### Léčba
Následky otravy cikutoxinem mohou zasahovat trávicí nebo oběhovou soustavu. Protože není znám protijed, tak je léčba pouze symptomatická; pravděpodobnost přežití ale může výrazně zvýšit podpůrná léčba.
Při léčení se používá například aktivní uhlí, které omezuje vstřebávání jedu a brání tak dušení, rehydratace za účelem nahrazení ztráty vody zvracením a podávání benzodiazepinů, které posilují vázání kyseliny gamaaminomáselné na GABAA receptor a/nebo barbiturátů, které potlačují záchvaty.
Většina otrav cikutoxinem je způsobena náhodnou konzumací, protože kořeny rozpuků jsou podobné jako u celeru a pastináku. I malé kousky kořene mohou způsobit smrtelnou otravu.

## Lékařská využití
Cikutoxin účinkuje proti leukémii tím, že omezuje proliferaci lymfocytů. Působí také protinádorově.